# Slobodan Santrač
Slobodan Santrač (szerbül: Слободан Сантрач, Koceljeva, 1946. július 1. – 2016. február 13.) szerb nemzetiségű jugoszláv válogatott labdarúgó, 1988-tól edzőként tevékenykedett. A jugoszláv válogatott szövetségi kapitányaként részt vett az 1998-as világbajnokságon.

## Pályafutása
Koceljevában született 1946. július 1-én. Az 1960-as évek elején a Metalac Valjevo csapatában kezdett focizni. 1965-ben igazolta le az OFK Beograd, ahol kilenc sikeres szezont tölthetett el és összesen 246 mérkőzésen 169 gólt szerzett. A Jugoszláv labdarúgó-bajnokság első osztályában négyszeres gólkirály (1968, 1970, 1972, 1973). Csapatával 1966-ban elnyerte a Jugoszláv labdarúgó kupát.
1974-ben töltötte a kötelező sorkatonai szolgálatát és utána Svájcba igazolt a Grasshopper Clubhoz. Az ott töltött két szezonban a csapat legeredményesebb játékosa volt. Ezután visszatért hazájába és megint az OFK Beograd játékosa lett. 1978-ban az FK Partizanhoz igazolt és a csapattal bajnokságot nyert. Két szezont töltött a nagymúltú csapatban, majd a Galenika Zemunban fejezte be labdarúgó pályafutását 1983-ban.

### A jugoszláv válogatottban
Gólerős csatár létére nem tudott stabil helyet kiharcolni magának a Jugoszláv labdarúgó-válogatottban. 1966 és 1974 között mindössze nyolcszor válogatták be és a játéklehetőségként kapott 110 perc során egyszer a Svéd labdarúgó-válogatott elleni 1-1-es barátságos mérkőzésen szerzett gólt.

### Edzői pályafutása
1994 decemberében őt bízták meg a Jugoszláv válogatott irányításával. A sportéletre is hatással volt, hogy ez időben sújtotta az országot, az ENSZ Biztonsági Tanács 757-es határozata. A válogatottal edzőként sikeresebb volt, mint játékosként, hiszen négy évig volt szövetségi kapitány és vezetésével kijutottak az 1998-as labdarúgó-világbajnokságra. 1999-től Kínában Csinan városban lett edző és később több neves kínai labdarúgó csapatot is irányított. 2001-ben Szaúd-Arábia és 2005-ben Macedónia válogatottjainak szövetségi kapitánya volt.
2016. február 13-án hunyt el szívinfarktus következtében, magára hagyva feleségét Biljanát és fiait (Aleksandar és Nenad).

## Sikerei, díjai
- Beograd
  - Jugoszláv kupa: 1965–66
- Partizan
  - Jugoszláv bajnok: 1977–78
  - Közép-európai kupa: 1978

## Fordítás
- Ez a szócikk részben vagy egészben  a   Slobodan Santrač című angol Wikipédia-szócikk ezen változatának fordításán alapul.  Az eredeti cikk szerkesztőit annak laptörténete sorolja fel. Ez a jelzés csupán a megfogalmazás eredetét és a szerzői jogokat jelzi, nem szolgál a cikkben szereplő információk forrásmegjelöléseként.